# Adiscofiorinia secreta
Adiscofiorinia secreta är en insektsart som först beskrevs av Green 1896.  Adiscofiorinia secreta ingår i släktet Adiscofiorinia och familjen pansarsköldlöss.
Artens utbredningsområde är Sri Lanka. Inga underarter finns listade i Catalogue of Life.